# Ajalvir
Ajalvir – miasto w środkowej Hiszpanii we wspólnocie autonomicznej Madryt, położone 26 km na wschód od Madrytu i 12 km od siedziby comarki Alcalá de Henares. Nazwa miejscowości pochodzi od słowa al-jalaoui, co oznacza w języku arabskim czosnkowa ziemia. Ajalvir graniczy na północy z Cobeñą, na wschodzie z Daganzo de Arriba, na zachodzie z Paracuellos de Jarama i na południu z Torrejón de Ardoz.

## Atrakcje turystyczne
- Kościół Niepokalanego Poczęcia NMP (Iglesia de la Purísima Concepción) z XVIII wieku
- Ermita de San Roque
- Ermita de la Soledad

Miejscowość posiada doskonałą jak na tej wielkości miasto infrastrukturę sportową, znajdują się tu m.in.: korty tenisowe, 2 boiska ze sztuczną murawą, miejska pływalnia. Działają tu również ośrodki związane z kulturą takie jak: biblioteka czy dom kultury. Komunikację z Madrytem zapewniają autobusy miejskie nr 251, 252, 254 i 256 (do lotniska Barajas).